# Toyota 90C-V
El Toyota 90C-V fue un automóvil de carreras del Grupo C construido por Toyota para el Mundial de Resistencia, el Japonés de Prototipos y las 24 Horas de Le Mans.

## Campeonato Japonés de Sport Prototipos
El 90C-V compitió en el Campeonato Japonés de Sport Prototipos de 1990. Corrió junto al 89C-V durante las dos primeras carreras en Fuji. El 90C-V logró su única victoria en su carrera de debut en los 500 km de Fuji. El automóvil logró resultados moderados durante el resto de la temporada, terminando entre los 10 primeros en la mayoría de las carreras.
El 90C-V también participó en las dos primeras carreras de la temporada 1991. Terminó tercero y quinto en esas carreras, antes de ser reemplazado por el 91C-V por el resto de la temporada.

## Campeonato Mundial de Sport Prototipos
El 90C-V participó en el Campeonato Mundial de Sport Prototipos de 1990. No produjo los mismos resultados que tuvo en el JSPC. Su mejor resultado llegó en la apertura de la temporada, donde terminó cuarto en los 480 km de Suzuka. Sin embargo, terminó fuera del top 10 en todas las demás carreras.

## 24H de Le Mans
Toyota inscribió tres autos en las 24 Horas de Le Mans de 1990, con los números 36, 37 y 38. El mejor en clasificación de los tres autos fue el auto conducido por Geoff Lees, que calificó décimo para la carrera. Los autos número 37 y 38 lograron los lugares 14 y 16 en la clasificación, respectivamente.
El auto número 37 se retiró aproximadamente cuatro horas después de la carrera debido a un accidente, con Aguri Suzuki conduciendo en ese momento. Luego, el número 38 sufrió una falla en el motor, dejando al auto número 36 como el único 90C-V que quedaba en la carrera. Finalmente terminó en sexta posición, tanto en la general como en su clase.